# Callum Skinner
Callum Skinner (Glasgow, 20 agosto 1992) è un ex pistard britannico, medaglia d'oro nella velocità a squadre e argento nella velocità ai Giochi olimpici di Rio de Janeiro 2016.

## Palmarès
- 2012

Campionati britannici, Velocità
- 2013

Glasgow Revolution Series, Velocità
- 2014

Dudenhofen Sprint Meeting, Velocità
Campionati britannici, Velocità
Campionati britannici, Keirin
Campionati britannici, Chilometro a cronometro
Campionati britannici, Velocità a squadre (con Philip Hindes e Jason Kenny)
Campionati europei, Chilometro a cronometro
1ª prova Coppa del mondo 2014-2015, Velocità a squadre (Guadalajara, con Philip Hindes e Jason Kenny)
- 2015

Irish Grand Prix, Keirin
Derby Revolution Series, Chilometro a cronometro
Dudenhofen Sprint Meeting, Velocità
- 2016

3ª prova Coppa del mondo 2015-2016, Velocità a squadre (Hong Kong, con Philip Hindes e Jason Kenny)
Giochi olimpici, Velocità a squadre (con Philip Hindes e Jason Kenny)
- 2017

Grand Prix Deutschland, Velocità a squadre (con Jack Carlin e Ryan Owens)

## Piazzamenti

### Competizioni mondiali
- Campionati del mondo

Saint-Quentin-en-Yvelines 2015 - Velocità: 23º
Saint-Quentin-en-Yvelines 2015 - Chilometro a cronometro: 7º
Saint-Quentin-en-Yvelines 2015 - Velocità a squadre: 8º
Londra 2016 - Velocità: 8º
Londra 2016 - Velocità a squadre: 6º
Hong Kong 2017 - Velocità: 14º
Apeldoorn 2018 - Chilometro a cronometro: 9º
- Giochi olimpici

Rio de Janeiro 2016 - Velocità: 2º
Rio de Janeiro 2016 - Keirin: 25º
Rio de Janeiro 2016 - Velocità a squadre: vincitore

### Competizioni europee
- Campionati europei

Panevėžys 2012 - Velocità: 8º
Panevėžys 2012 - Velocità a squadre: 3º
Baie-Mahault 2014 - Chilometro a cronometro: vincitore
Berlino 2017 - Chilometro a cronometro: 8º
Berlino 2017 - Velocità a squadre: 6º